# Blond (gruppe)
Blond var en svensk gruppe. De repræsenterede Sverige i Eurovision Song Contest 1997 med Bara hon älskar mig.

## Diskografi

### Album
- Blond (1997)